# Moussa Konaté (écrivain)
Pour les articles homonymes, voir Moussa Konaté et Konaté.
Moussa Konaté, né le 8 juin 1951 à Kita, au Mali, et mort le 30 novembre 2013 à Limoges, est un écrivain malien.

## Biographie
Diplômé en lettres de l’École normale supérieure de Bamako, il enseigna plusieurs années avant de se consacrer à l’écriture. Il est connu pour la publication de plusieurs romans policiers qui relatent les enquêtes du commissaire Habib.
Fondateur des éditions du Figuier, il est également le directeur de l’association « Étonnants voyageurs Afrique » et, en collaboration avec Michel Le Bris, a dirigé le Festival Étonnants voyageurs au Mali.
Le prix Sony Labou Tansi pour le théâtre francophone, remis lors du Festival des Francophonies en Limousin, lui est attribué en 2005.

## Œuvres

### Romans

#### SérieCommissaire Habib. Enquête sur les rives du fleuve Niger
- Le Commissaire Habib, suivi de L'Honneur des Keïta, Bamako (Mali), Édition Le Figuier, 1998
- L’Assassin du Banconi, suivi de L’Honneur des Keïta, Paris, Gallimard, coll. « Série noire » no 2650, 2002  (ISBN 2070423492)
- L'Empreinte du renard, Paris, Éditions Fayard, 2006  (ISBN 978-2213626826) ; réédition, Paris, Éditions Points, coll. « Policier » no P1692, 2007  (ISBN 978-2-7578-0305-9)
- La Malédiction du lamantin, Paris, Fayard, 2009  (ISBN 978-2213635149) ; réédition, Paris, Éditions Points, coll. « Policier » no P2321, 2010  (ISBN 978-2-7578-1654-7)
- Meurtre à Tombouctou, Paris, Éditions Métailié, 2014  (ISBN 978-2-86424-953-5) ; réédition, Paris, Éditions Points, coll. « Policier » no P4088, 2015  (ISBN 978-2-7578-5190-6)
- L'Affaire des coupeurs de têtes, Paris, Éditions Métailié, 2015  (ISBN 979-1022601597) ; réédition, Paris, Éditions Points, coll. « Policier » no P4617, 2017  (ISBN 978-2-7578-6380-0)

#### Autres romans
- Les Saisons, éditions Jamana, 1985
- Sitan, la petite imprudente, Bamako (Mali), Éditions Le Figuier, 1997
- Barou et sa méchante marâtre, Bamako (Mali), Éditions Le Figuier, 1997
- L’Hyène et le Malin Fafa, Bamako (Mali), Éditions Le Figuier, 1997
- Les Trois Gourmands, Bamako (Mali), Éditions Le Figuier, 1997

### Recueils de nouvelles
- Le Prix de l'âme, Paris, Présence Africaine, 1981  (ISBN 9782708703902) ; réédition, Paris, Présence Africaine, 2003
- Une aube incertaine, Paris, Présence Africaine, 1985 ; réédition, Paris, Présence Africaine, coll. « Écrits », 2003  (ISBN 9782708704596)
- Fils du chaos, Paris, L’Harmattan, 1986 ; réédition, Paris, L'Harmattan, 2000  (ISBN 9782858027675)
- Goorgi, Bamako (Mali), Éditions Le Figuier, 1998
- Les Orphelins d'Allah, Éditions Le Bruit des autres, 2009  (ISBN 978-2356520326)

### Ouvrages de littérature d'enfance et de jeunesse

#### SérieKanuden
- Kanuden contre Cœur ténébreux, Malakoff, Édicef, 2013
- Kanuden à l'assaut des tyrans, Malakoff, Édicef, 2014
- Kanuden sous un soleil nouveau, Malakoff, Édicef, 2015

#### Autres ouvrages de littérature d'enfance et de jeunesse
- La Potière, (illustrations Aly Zorome), Bamako (Mali), Éditions Le Figuier, 1985
- La Fileuse, (illustrations Aly Zorome), Bamako (Mali), Éditions Le Figuier, 1985
- La Teinturière, (illustrations Aly Zorome), Bamako (Mali), Éditions Le Figuier, 1985
- Le Tisserand, (illustrations Aly Zorome), Bamako (Mali), Éditions Le Figuier, 1985
- La Savonnière, Bamako (Mali), Éditions Le Figuier, 1985

### Essais sociaux et politiques
- Mali–Ils ont assassiné l’espoir, essai, Paris, L’Harmattan, 1985
- Chronique d’une journée de répression, Paris, L’Harmattan, 1988
- Mali, ils ont assassiné l'espoir, Paris, L'Harmattan, 2000  (ISBN 9782738406927)
- Le Casier judiciaire, nouvelle publiée dans le recueil La voiture est dans la piroge, Éditions Le Bruit des Autres
- L'Afrique noire est-elle maudite ?, Paris, Fayard, 2010  (ISBN 9782213651521)

### Pièces de théâtre
- Khasso, Paris, Éditions Théâtrales, coll. « Passages francophones », 2005[3]
- Un appel de nuit, (1995)[4],Lansman Éditeur, Carnières, Belgique, 1995; Rééditions 2004, 2015.
- Un monde immobile, (1994)[5],Édition La Sahélienne, Mali, 1994
- L’Or du diable, (1985)[6],L’Harmattan, Paris, 1985 (suivi de Le cercle au féminin).
- Le Cercle au féminin, (1985)[7], L’Harmattan, Paris, 1985 (avec L'Or du diable).
- Le Dernier Pas[8] Non publié.

### Autres publications
- Un monde immobile Éditions La Sahélienne, 1994
- L'Or du diable, suivi de Le Cercle au féminin, Paris, L'Harmattan, 2004  (ISBN 9782858024490)

### Films
- Un Mali d'écrivains  2001. Films du Horla (Les)/France 3 Production Lille.

## Distinction
- 2011 : Prix Hervé Deluen de l'Académie française